# 忽来失速檀
忽来失速檀（Quraysh Sultan，？—1619年），叶尔羌汗国拉失德汗的孙子，羽奴思速檀的儿子，沙拉夫丁的弟弟。阿黑麻汗即位被王族和维吾尔埃米尔普遍反对，1619年，在阿黑麻汗打猎的时候，被叛乱的埃米尔包围，阿黑麻汗自觉无法逃脱，便高喊：“你们要找汗，汗就在这里！”行刺者刀剑齐下，将他杀害。在叶尔羌拥立忽来失速檀为新的君主。阿黑麻汗的儿子阿布杜拉提甫在在喀什噶尔为汗，进军叶尔羌，叛军被击溃，忽来失速檀也死去。
| 前任： 阿黑麻 | 叶尔羌汗国君主 1619年 | 繼任： 阿布杜拉提甫 |